# Spontaniczna synteza asymetryczna
Spontaniczna synteza asymetryczna – zjawisko chemiczne polegające na losowym powstawaniu chiralności na bazie fluktuacji i katalizy. Obserwuje się go w przypadku pewnych reakcji, w których na początku nie występuje informacja chiralna, a pojawia się losowy nadmiar jednego z enancjomerów. Zjawisko to różni się od amplifikacji chiralnej, gdzie nadmiar jednego z enancjomerów jest obecny od początku, nie powstaje losowo. W przypadku spontanicznej syntezy wielokrotne powtarzanie doświadczenia powoduje uśrednienie nadmiaru enancjomerów do 0. Zjawisko to niesie za sobą istotne implikacje obejmujące powstanie homochiralności w naturze.